# Joan Coca
Joan Coca (? - Barcelona, 11 de juny de 1927) fou un jugador de futbol català de les dècades de 1910 i 1920.

## Trajectòria
Fou un notable davanter que defensà els colors de l'Avenç de l'Sport de Sant Andreu, en els anys en els quals aquest club jugava a la màxima categoria del futbol català. Jugà a l'Avenç entre 1915 i 1922. També disputà un partit amb la selecció de futbol de Catalunya enfront Biscaia el 31 de gener de 1920, on Catalunya guanyà per 2 a 1, essent Coca l'autor d'un dels gols.
Una greu malaltia l'obligà a abandonar el futbol de forma prematura. L'elevat cost dels medicaments i un tractament especial que necessitava i que el jugador no es podia permetre econòmicament, van fer que a partir de la temporada 1922-23 es comencessin a organitzar campanyes i partits d'homenatge per tal de recaptar fons, en les quals s'involucrà tot el futbol català. Les ajudes no van ser suficients per salvar-li la vida, morint l'11 de juny de 1927.